# نيا عبد الله
نيا عبد الله (بالإنجليزية: Nia Abdallah) هي لاعبة تايكوندو أمريكية، ولدت في 24 يناير 1984 في هيوستن في الولايات المتحدة.

## وصلات خارجية
- نيا عبد الله على موقع TaekwondoData.com (الإنجليزية)
- نيا عبد الله على موقع اللجنة الأولمبية الدولية (الإنجليزية)
- نيا عبد الله على موقع أوليمبيديا (الإنجليزية)
- نيا عبد الله على موقع اللجنة الأولمبية والبارالمبية الأمريكية (الإنجليزية)